# Homme au béret noir tenant une paire de gants
Homme au béret noir tenant une paire de gants est un tableau de Corneille de Lyon, des années 1530, acquis en 2014 par le Musée des beaux-arts de Lyon.

## Contexte
Parmi les œuvres qui subsistent aujourd'hui, les seuls originaux presque certains sont des portraits de marchands ou de bourgeois peu connus ou anonymes, comme celui de Pierre Aymeric, marchand de Saint-Flour et consul de Lyon, conservé au musée du Louvre.

## Description

### Costume
Ce jeune homme est coiffé d’un béret noir plat, que l’on reconnaît dans plusieurs portraits de Corneille de Lyon. Il porte une chemise blanche en lin, un pourpoint d’étoffe noire et un manteau en laine épaisse posée sur son épaule gauche et qui s’enroule autour de sa taille. La tenue de l'homme représenté est très proche du portrait d'Aymeric et de trois autres tableaux de corneille : celui du musée royal des Beaux-Arts d'Anvers (Inv. 546), du City Museum and Art Gallery de Bristol et du palais royal de Madrid. Ce costume permet de dater le portrait des années 1530. 

### Posture du personnage
Corneille de Lyon a représenté un homme qui attire l'attention par son visage déterminé et par un relatif naturel. Le personnage a le corps et le visage légèrement inclinés vers sa droite, son bras gauche est plié devant lui ; il tient une paire de gants à la main gauche, et son bras droit est replié sur le côté ; le poing est posé à hauteur de la taille. Ce type de pose est récurrent dans les portraits de Corneille de Lyon. Celui-ci appartient au petit nombre d’œuvres du peintre dans lesquels apparaissent des mains. La paire de gants permet de donner une contenance au modèle.

## Analyse
Il est tentant de reconnaître dans les portraits de Corneille de Lyon ceux de marchands, de chanoines ou d'humanistes lyonnais. L'expression est plus directe dans les portraits d'inconnus que dans ceux de la famille royale ou de la Cour et l'habit est aussi moins recherché.
Il est fort possible que ce portrait soit celui d’un bourgeois, sûrement un marchand, lyonnais par la naissance ou d’adoption, de nationalité française ou ressortissant des communautés italienne ou allemande, populations largement implantées au XVIe siècle à Lyon.

## Acquisition par le musée des Beaux-Arts de Lyon
Ce petit portrait est entré dans les collections du musée des Beaux-Arts de Lyon grâce à une souscription publique. Le prix de l'œuvre était fixé à 635 000 € sur le marché londonien, sans aide publique. « Nous avons lancé la souscription en décembre 2014, on vient de la boucler, grâce au Cercle Poussin, la fondation Bullukian et plus de 1 300 donateurs particuliers qui ont apporté 300 000 € », selon Sylvie Ramond, directrice du musée des Beaux-Arts de Lyon.

## Accrochage en exposition
- Les primitifs français, Paris, Musée du Louvre et Bibliothèque nationale, 12 avril - 14 juillet 1904 , cat. 214,
- Exhibition of works by the old masters by the British school, winter exhibition, Londres, Royal Academy, 1908 , cat. 14,
- La Renaissance à Lyon, Lyon, musée des Beaux-Arts, 23 octobre 2015 - 25 janvier 2016 , cat. 147,
- François Ier et l'art des Pays-Bas, Paris, Musée du Louvre, 16 octobre 2017 - 15 janvier 2018.